# 3708 Socus
3708 Socus è un asteroide troiano di Giove del campo troiano. Scoperto nel 1974, presenta un'orbita caratterizzata da un semiasse maggiore pari a 5,2138260 au e da un'eccentricità di 0,1589277, inclinata di 13,36780° rispetto all'eclittica.
Dal 9 novembre 2006, quando 3360 Syrinx ricevette la denominazione ufficiale, al 14 maggio 2021 è stato l'asteroide non denominato con il più basso numero ordinale. Dopo la sua denominazione, il primato è passato a (4596) 1981 QB.
L'asteroide è dedicato al guerriero troiano Soco.